# Gombojab Tsybikov
Gombojab Tsybikov (russe : Гомбожа́б Цэ́бекович Цы́биков, mongol : Цэвэгийн Гомбожав, écrit autrefois Gombojab Tsybikoff et autrement) (20 avril 1873, Ourda-Aga (ru), Oblast de Transbaïkalie — 20 septembre 1930, Aguinskoïe (en), RSSA bouriate-mongole) est un explorateur bouriate, sujet de l'Empire russe, qui explora le Tibet entre 1899 et 1902 et qui fut aussi un spécialiste en anthropologie sociale, en études bouddhistes, et quelque temps après 1917, il fut un éducateur et un homme d'État important en Sibérie et Mongolie. 
Il est surtout connu pour avoir été le premier photographe du Tibet, y compris de Lhassa. Son journal de voyage, publié en russe en 1919, 1981, et 1991, comprend de nombreuses traductions du tibétain sur l'histoire du Tibet et des récits de première main sur les affaires tibétaines de l'époque, en faisant une source de référence majeure.

### Publications en ligne en anglais
- Lhasa and Central Tibet at University of Wisconsin web site
- 22 photographic prints of Tsybikoff, G. Ts. at University of Wisconsin web site

### En français
Tsybikov G. T. (Gonbojab Tsebekovitch Tsybikov), Un pèlerin bouddhiste au Tibet: d'après les journaux de voyage tenus entre 1899 et 1902; trad. du russe et éd. critique de Bernard Kreise ; préf. d'Anne-Marie Blondeau, Editions Peuples du monde, Paris, 1992,  (ISBN 2-907629-13-1)

### En anglais
- Tsybikoff, G. Ts. Lhasa and Central Tibet // Smithsonian (Washington D.C. National Museum) Report for 1903, Pages 727—746. Publication 1534 / Washington: Government Printing Office, 1904.
- Tsybikoff G., Journey to Lhasa. // The Geographical Journal, Vol. XXIII, 1-1904. The Royal Geographical Society, London, 1904
- Tsybikov, Gombozhab Tsebekovich. A Buddhist pilgrim to the holy places of Tibet, from diaries kept from 1899 to 1902, translated by Roger Shaw, 1970. The English translation has been done for 'Human Relations Area Files', 1956, 1961 (8 microfiches), by Roger Shaw.

### En russe
- Цыбиков Г. Ц. Избранные труды. Наука. Новосибирск 1981 г. (тираж 10.500 экз.); переиздание: Наука. Новосибирск 1991 г. Издательство: Наука. Новосибирск, 1991 г.  (ISBN 5-02-029626-0) Тираж: 26500 экз. 
  1. т.1 Буддист-паломник у святынь Тибета.
  2. т.2 О Центральном Тибете; О монгольском переводе «Лам-рим чэн-по»; Цзонхава и его сочинение «Лам-рим чэн-по»; Материалы к русскому перевода «Лам-рим чэн-по»; Дневник поездки в Монголию в 1895 г.; Дневник поездки в Китай в 1909 г.; Дневник поездки в Ургу в 1927 г.; Забайкальское бурятское казачье войско; Культ огня у восточных бурят-монголов; Цагалган; Шаманизм у бурят-монголов; О национальных праздниках бурят; Монгольская письменность как орудие национальной культуры.
- Цыбиков Г. Ц. Буддист паломник у святынь Тибета. Издание Русского Географического Общества. Петроград, 1918 (1919).

## Source
- Tolmacheva M. Tsybikov, Gombozhab \\ Literature of Travel and Exploration: An Encyclopedia (ed. by Jennifer Speake). Taylor & Francis, 2003.  (ISBN 1-57958-440-3), 9781579584405 - page 1199